# ISA World Surfing Games 2024
Los XXXVI ISA World Surfing Games se celebran en Arecibo (Puerto Rico) en el año 2024 bajo la organización de la International Surfing Association (ISA).
Sirven de clasificación para los Juegos Olímpicos de París 2024.

## Medallistas
| Evento    | Oro | Plata                                                                                | Bronce                                                                                          |
| --------- | --- | ------------------------------------------------------------------------------------ | ----------------------------------------------------------------------------------------------- |
| Masculino | Gabriel Medina · Brasil                                                                                 | Ramzi Boukhiam Marruecos                                                             | Kauli Vaast Francia                                                                             |
| Femenino  | Sally Fitzgibbons Australia                                                                             | Tatiana Weston-Webb · Brasil                                                         | Johanne Defay Francia                                                                           |
| Equipos   | Yago Dora · Gabriel Medina · Filipe Toledo · Tainá Hinckel · Luana Silva · Tatiana Weston-Webb · Brasil | Joan Duru Marco Mignot Kauli Vaast Johanne Defay Vahiné Fierro Tessa Thyssen Francia | Morgan Cibilic Ethan Ewing Jack Robinson Sally Fitzgibbons Molly Picklum Tyler Wright Australia |

## Medallero por países
| Núm. | País      | Oro | Plata | Bronce | Total |
| ---- | --------- | --- | ----- | ------ | ----- |
| 1    | Brasil    | 2   | 1     | 0      | 3     |
| 2    | Australia | 1   | 0     | 1      | 2     |
| 3    | Francia   | 0   | 1     | 2      | 3     |
| 4    | Marruecos | 0   | 1     | 0      | 1     |
|      | TOTAL     | 3   | 3     | 3      | 9     |